# روي نورمان (منافس ألعاب قوى)
روي نورمان (بالإنجليزية: Roy Norman)‏ هو منافس ألعاب قوى أسترالي، ولد في 11 سبتمبر 1896، وتوفي في 3 مارس 1980.

## وصلات خارجية
- روي نورمان على موقع النتائج التاريخية لألعاب القوى الأسترالية (الإنجليزية)
- روي نورمان على موقع أوليمبيديا (الإنجليزية)